# Amici del vento
Amici del Vento fue un grupo musical italiano, uno de los fundadores de la música alternativa política. El grupo nació en Turín pero operó en el ambiente de Milán.

## Discografía

### Trama nera (1977)
Noi
Vecchi amici
Lettera a un bambino buttato via
Fior tra i capelli
La ballata del compagno
Nel suo nome
Incontro
Camice bianco
Dedicata ad una margherita nata su un muro di un carcere
Amici miei
Trama nera

### Girotondo (1978)
Ritorno
Girotondo
Tre storie
Giornalista di regime
La luna e il cavaliere del sole
Canto di galera
Angioletto
Saigon
Franco tiratore
Forchette nazionali
Non parlare
Amici del vento

### Vecchio ribelle (1993)
Scudiero
Il nostro tempo
Patria
Droga
Vecchio ribelle
Andare via
Afghanistan
Anni '70
A Carlo

### Progressista Rap (1996)
Progressista Rap
Berlino
Lettera ad un ragazzo della classe '80

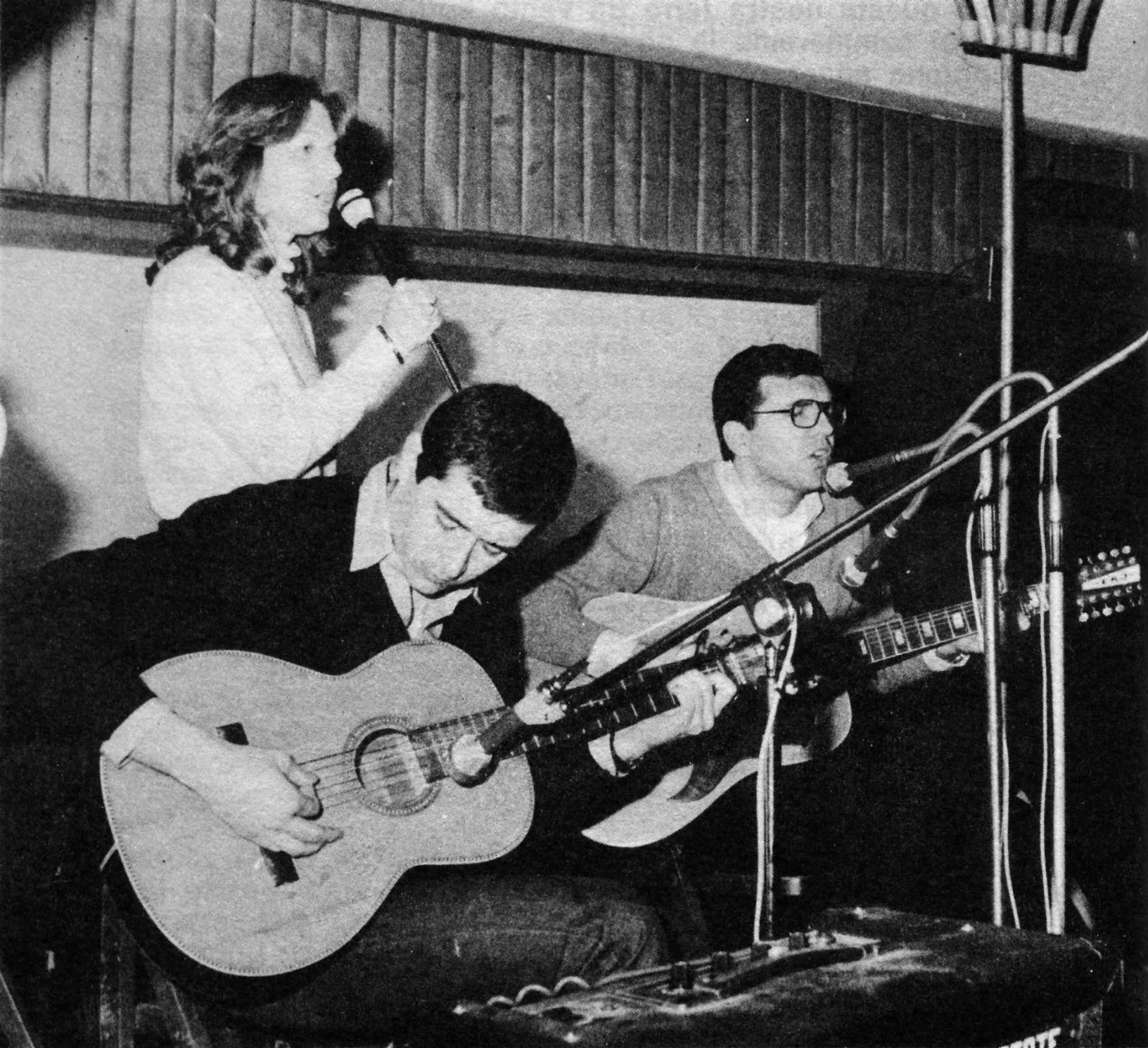
Gli Amici del Vento nel concerto "Musica per la Libertà" a Roma, 22 febbraio 1981

Ritorno
Droga
L'identità
Amici del vento
Anni '70
Gatto nero
Vecchio ribelle
Titolo11 = Rivolta

## Conciertos

### Concerto del Ventennale (1997)

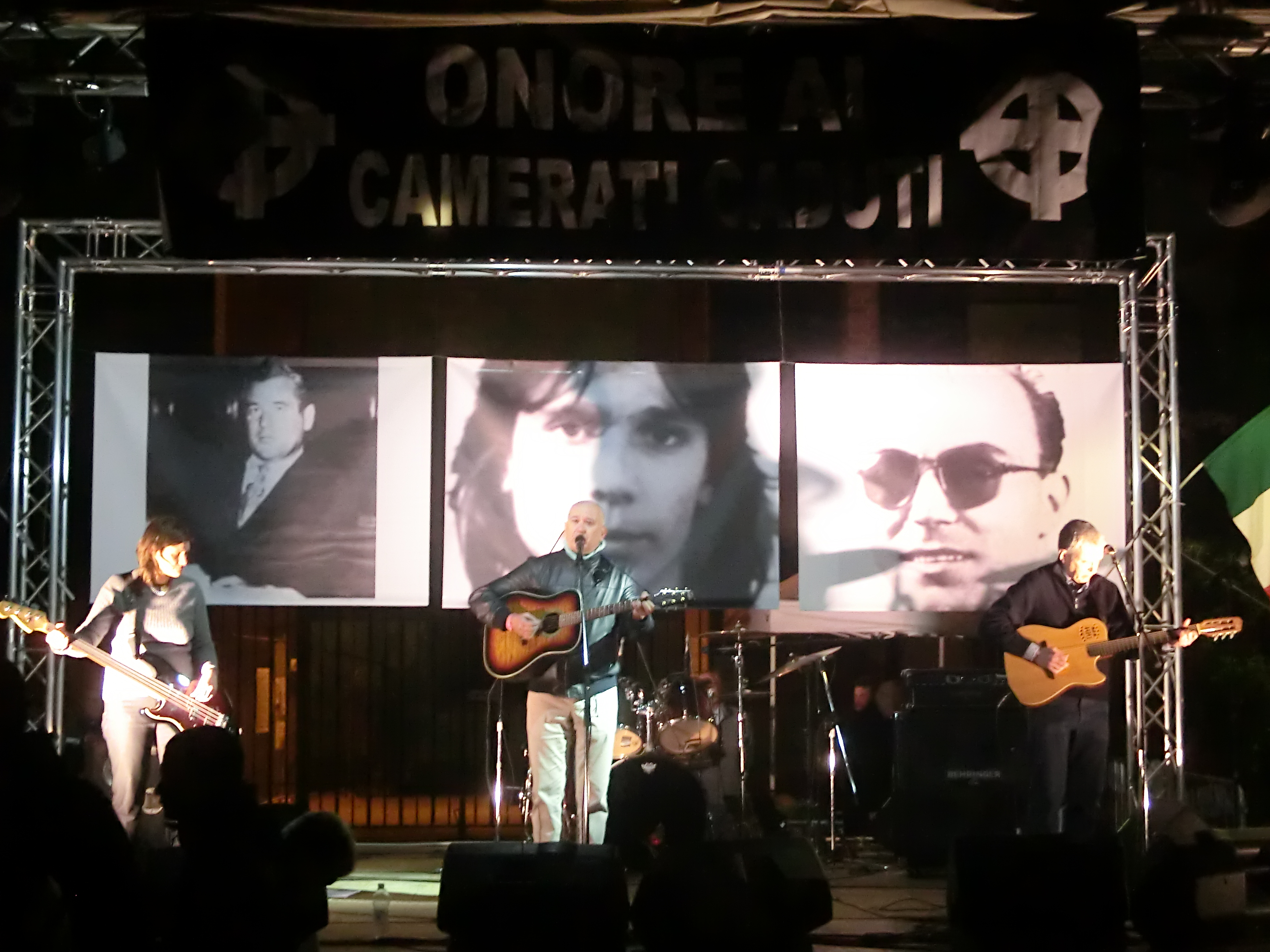
Gli Amici del Vento il 29 aprile 2015 nel concerto del quarantennale in ricordo di Sergio Ramelli

1. Anni Settanta
2. Nel suo nome
3. Incontro
4. Progressista Rap
5. Vecchio ribelle
6. L'identità
7. Rivolta
8. Lettera
9. Berlino
10. Il nostro tempo
11. Saigon
12. Vecchi amici
13. Afghanistan
14. Nar
15. Canto di galera
16. Ritorno
17. Essere normale
18. Notti avvelenate
19. Amici del Vento
20. Gatto nero

### Tributo a Carlo (2003)
1. A Carlo
2. Noi
3. Nel suo nome
4. Vecchi amici
5. Ritorno
6. Anni '70
7. Piccolo Attila
8. Canti assassini
9. Un uomo da perdere
10. Progressista rap
11. L'identità
12. Essere normale
13. Nar
14. Gatto nero
15. Amici del Vento